# سفاردية حريدية

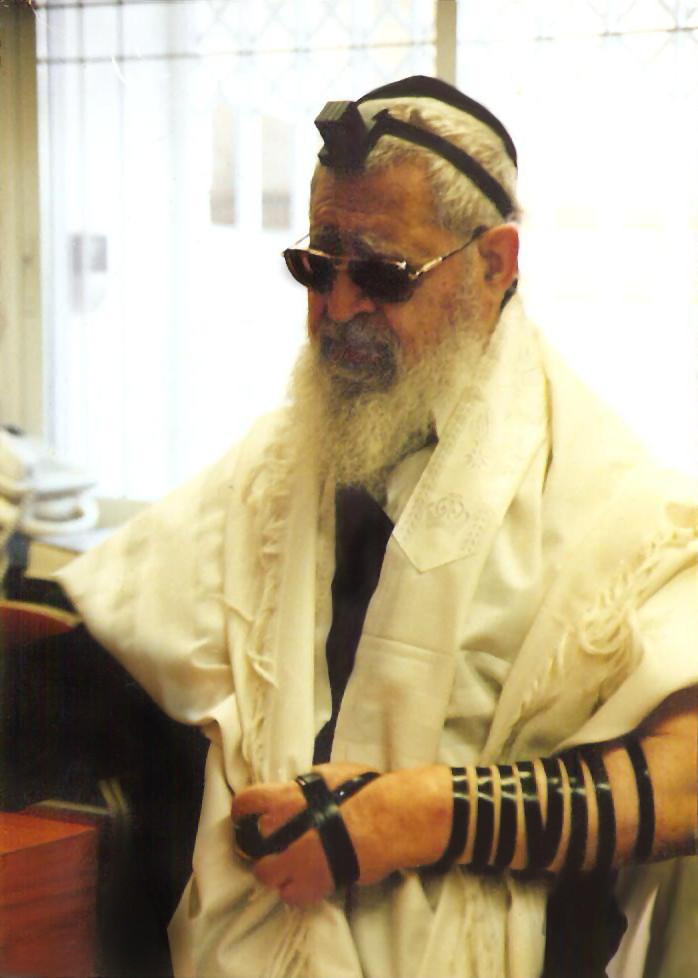
كان الحاخام عوفاديا يوسف الزعيم السفارديم الحريديم الأكثر تأثيراً. كما كان الزعيم الروحي لحزب شاس السياسي.

السفارديم الحريديم (الاسفاردية الحريدية) هم من اليهود السفارديون واليهود المزراحيون الذين يعود نسبهم إلى أتباع اليهودية الحريدية. السفارديم الحريديم يشكلون اليوم تيار كبير من اليهودية الحريدية، جنباً إلى جنب مع حركة الحاسيديم. الأغلبية الساحقة من السفارديم الحريديم يقيمون في إسرائيل، حيث برزت اليهودية الاسفاردية الحريدية وتطورت. على الرغم من أن هناك عدم اتساق في العديد من الإحصاءات المتعلقة بالحريديم في إسرائيل، ويعتقد أن نحو 20% من سكان إسرائيل الحريديم هي السفارديم الحريديم. هذا الرقم متنازع عليه في الشاس، التي تدّعي أن نسبتهم «أعلى بكثير من 20%» وتستشهد بأنماط التصويت في المدن الحريدية لدعم موقفها.
السفارديم الحريديم يختلفون عن نظرائهم اليهود الأشكناز في العديد من الطرق الهامة. عامل التفريق المركزي هو أن السفارديم الحريديم يتبعون أحكام وأعراف أحبارهم، والتي تعود بجذورها في تقاليد اليهود سابقاً من العالم الإسلامي. توجد اختلافات إضافية بشأن قضايا أخرى مثل الولاء السياسي، حيث تتحدد الغالبية العظمى من السفارديم الحريديم عن طريق الشاس، في حين تحددت أغلبية الاشكنازي الحريديم عن طريق يهدوت هتوراة، أو إلى حد أقل، أيداه هاتشرايتس (مجتمع الحريديم).
السفارديم الحريديم كمجتمع يميلون إلى أن يكونوا داعمين بشكل معتدل للصهيونية مع الحفاظ على حياد لاهوتي حول وجود دولة إسرائيل. اشكنازي الحريديم كمجتمع يحملون مجموعة واسعة من وجهات النظر. في عام 2010، حزب الشاس، الذي يمثل الأغلبية الساحقة من السفارديم الحريديم، أصبح أول حزب سياسي من الحريديم انظم إلى المنظمة الصهيونية العالمية.